# إجازة صيف (فلم)
إجازة صيف هو فيلم مصري عرض عام 1966، بطولة فريد شوقي وحسن يوسف ونجوى فؤاد ونيللي، ومن إخراج سعد عرفة.

## قصة الفيلم
تدور الأحداث حول عدد من الموظفين في إحدى الشركات تجمعهم الرغبة في قضاء إجازتهم السنوية في أحد المصايف وذلك بالقيام برحلة صيف إلى مدينة رأس البر، أغلب الذاهبين اقتصدوا مبالغ الرحلة من أجل قضاء الإجازة، خاصة فريد وهو رجل بخيل، ورب أسرة، وابنته سميرة التي تحلم بعريس أثناء الصيف.

## طاقم التمثيل
- فريد شوقي: (شريف)
- حسن يوسف: (حسين)
- نجوى فؤاد: (سلوى)
- نيللي: (سميرة)
- زكي رستم: (فريد)
- محمود المليجي: (ضيف شرف)
- سهير فخري: (هالة)
- أبو بكر عزت: (مصطفى)
- عدلي كاسب: (صفوت)
- لطفي عبد الحميد فتلة: (أمين)
- جمالات زايد: (شوشو)
- فيكتوريا كوهين: (هنومة)
- ناهد سمير: (سكينة)
- ليلى حمدي: (شفيقة)
- منصور الجوهري: (جرسون المقهى)
- عبد الغني النجدي: (صديق شريف)
- فرقة سيد الطوبجي للأكروبات

## فريق العمل
- إخراج: سعد عرفة
- قصة: سعد عرفة
- سيناريو: سعد عرفة، محمد أبو يوسف
- حوار: محمد أبو يوسف
- مدير التصوير: ضياء الدين المهدي
- مونتاج: سعيد الشيخ
- موسيقى تصويرية: علي إسماعيل
- إنتاج: شركة القاهرة للإنتاج السينمائي (ماري كويني)
- توزيع: شركة القاهرة للتوزيع السينمائي
- غناء: فرقة الثلاثي المرح
- تأليف الأغاني: حسين السيد
- ألحان الأغاني: علي إسماعيل
- موسيقى الرقص: أحمد فؤاد حسن